# David Stevenson (Ingenieur)
David Stevenson (* 11. Januar 1815 in Edinburgh; † 17. Juli 1886) war ein schottischer Ingenieur und Konstrukteur von fast dreißig Leuchttürmen rund um Schottland.
David entstammte einer Familie von Leuchtturmerbauern aus Schottland, die durch seinen Vater begründet worden war. Die Leuchttürme baute er zwischen 1854 und 1880 zusammen mit seinem Bruder Thomas Stevenson. Seine beiden Söhne David Alan Stevenson und Charles Alexander Stevenson führten seine Arbeit fort.
1844 wurde er zum Mitglied (Fellow) der Royal Society of Edinburgh gewählt.
In Japan ist er durch seine Hilfe für Richard Henry Brunton bekannt, wo nach einer neuen Methode einige erdbebensichere Leuchttürme errichtet wurden.

## Verwandtschaftsstruktur
- Robert Stevenson (1772–1850), schottischer Ingenieur und Leuchtturmbauer, Vater
  - Alan Stevenson (1807–1865), schottischer Ingenieur und Leuchtturmbauer, Bruder
  - David Stevenson (1815–1886)
    - David Alan Stevenson (1854–1938), schottischer Ingenieur und Leuchtturmbauer, Sohn
    - Charles Alexander Stevenson (1855–1950), schottischer Ingenieur und Leuchtturmbauer, Sohn
      - Alan Stevenson (1891–1971), schottischer Ingenieur und Leuchtturmbauer, Enkel

  - Thomas Stevenson (1818–1887), schottischer Ingenieur und Leuchtturmbauer, Bruder
    - Robert Louis (Balfour) Stevenson (1850–1894) schottischer Schriftsteller, Neffe

## Leuchttürme von David Stevenson
- 1854: Whalsay Skerries
- 1854: Out Skerries
- 1854: Muckle Flugga
- 1854: Davaar
- 1857: Ushenish
- 1857: South Rona
- 1857: Kyleakin
- 1857: Ornsay
- 1857: Sound of Mull
- 1858: Cantick Head
- 1858: Bressay
- 1859: Ruvaal
- 1860: Corran Point
- 1860: Fladda
- 1861: McArthur’s Head
- 1862: St Abb’s Head
- 1862: Butt of Lewis
- 1862: Holborn Head
- 1862: Monach Islands
- 1865: Skervuile
- 1866: Auskerry
- 1869: Lochindaal
- 1870: Scurdie Ness
- 1870: Stour Head
- 1872: Dubh Artach
- 1873: Turnberry
- 1875: Chicken Rock (Isle of Man)
- 1877, 1880: Lindisfarne